# Decapentasílabo
El decapentasílabo o pentadecasílabo es un verso de arte mayor, de quince sílabas, muy poco utilizado en español. Constituye, en cambio, el verso popular por excelencia en la literatura griega medieval y moderna, donde se lo conoce también como 'verso político' o 'público' (πολιτικὸς στίχος).

## Uso en la literatura española
El pentadecasílabo aparece por primera vez en la literatura española en el siglo XIX. Tomás Navarro Tomás distingue dos variantes en la literatura de este período:
- El pentadecasílabo dactílico está formado por una sílaba átona, en anacrusis, seguida de cuatro cláusulas dactílicas y una final, trocaica. Dicho de otro modo, tiene marca rítmica en las sílabas segunda, quinta, octava, décima y decimocuarta: Qué horrible me fuera, brillando tu fuego fecundo (Gertrudis Gómez de Avellaneda, «Noche de insomnio y el alba»).
- El pentadecasílabo compuesto está formado por una sílaba átona, en anacrusis, seguida de siete cláusulas trocaicas. Dicho de otro modo, presenta marca rítmica en todas las sílabas pares. Puede dividirse generalmente en un hemistiquio heptasílabo y otro octosílabo, aunque en ocasiones la sílaba séptima contiene una sinalefa, indicando que ha de sonar como una unidad, sin división en hemistiquios. Sinibaldo de Mas describió este verso y lo utilizó en su traducción del Arte poética de Horacio y en otros poemas suyos. De uno de ellos, «Pot-pourri», 56, procede el siguiente fragmento: ¿Por qué a turbarme vienes entre sueños engañosa?[1]

En la poesía modernista, encontramos de nuevo versos de este tipo, ampliándose el panorama con nuevos experimentos métricos:
- Pentadecasílabo dactílico: aparece en el soneto de Rubén Darío «A Francia» y en el poema «Liminaria» de Manuel González Prada. ¿Del cíclope al golpe qué pueden las risas de Grecia? (Rubén Darío).
- 6 + 9: Amado Nervo utilizó en varias composiciones un pentadecasílabo formado por un hemistiquio hexasílabo y otro eneasílabo. Padre viejo y triste, rey de las divinas canciones (Amado Nervo, «A Verlaine»).
- 7 + 8: González Prada utilizó también esta variante en su composición «Ossiánica»: ¿En dónde los valientes que lucharon y vencieron?
- Pentadecasílabo ternario (5 + 5 + 5): lo utilizaron Salvador Rueda y Enrique González Martínez. En época posterior, Gabriela Mistral introdujo algunos pentadecasílabos ternarios en series de alejandrinos.[2] Otro tanto hizo Pablo Neruda, a quien pertenece este ejemplo célebre: Y te pareces a la palabra melancolía (Veinte poemas de amor y una canción desesperada, 15).

En la canción Moliendo Café del compositor venezolano Hugo Blanco encontramos pentadecasílabos compuestos que tienden a dividirse en dos hemistiquios (9 + 6):
Cuando la tarde languidece, renace la sombra,
y en la quietud los cafetales vuelven a sentir,
esta triste canción de amor de la vieja molienda,
en el letargo de la noche parece gemir.

## Uso en la literatura griega
El decapentasílabo, también llamado 'verso político' o 'público' (πολιτικὸς στίχος), es el verso por excelencia de la poesía popular neohelénica. Consta de dos hemistiquios, de ocho y siete sílabas, separados por una cesura. Los primeros testimonios que se conservan son del siglo X. Se conjetura que debió de surgir entre el siglo VI (en que surgen los primeros versos de ritmo acentual) y el X.
No hay acuerdo sobre el origen del verso, que algunos sitúan en la métrica griega y otros en la latina (donde tiene un precedente, el versus quadratus).
El decapentasílabo griego tiene las siguientes características: cada verso posee sentido completo, por lo que no se da el encabalgamiento; lleva acentos obligados en las sílabas sexta u octava del primer hemistiquio y la decimocuarta del segundo y generalmente no va rimado.
Así comienza, por ejemplo, la canción popular griega «Cómo se atrapa el amor»:
Εβγάτε αγόρια στο χορό, κοράσια στα τραγούδια.
Salid, muchachos, a bailar; salid a cantar, niñas.